# Enrico Marconi

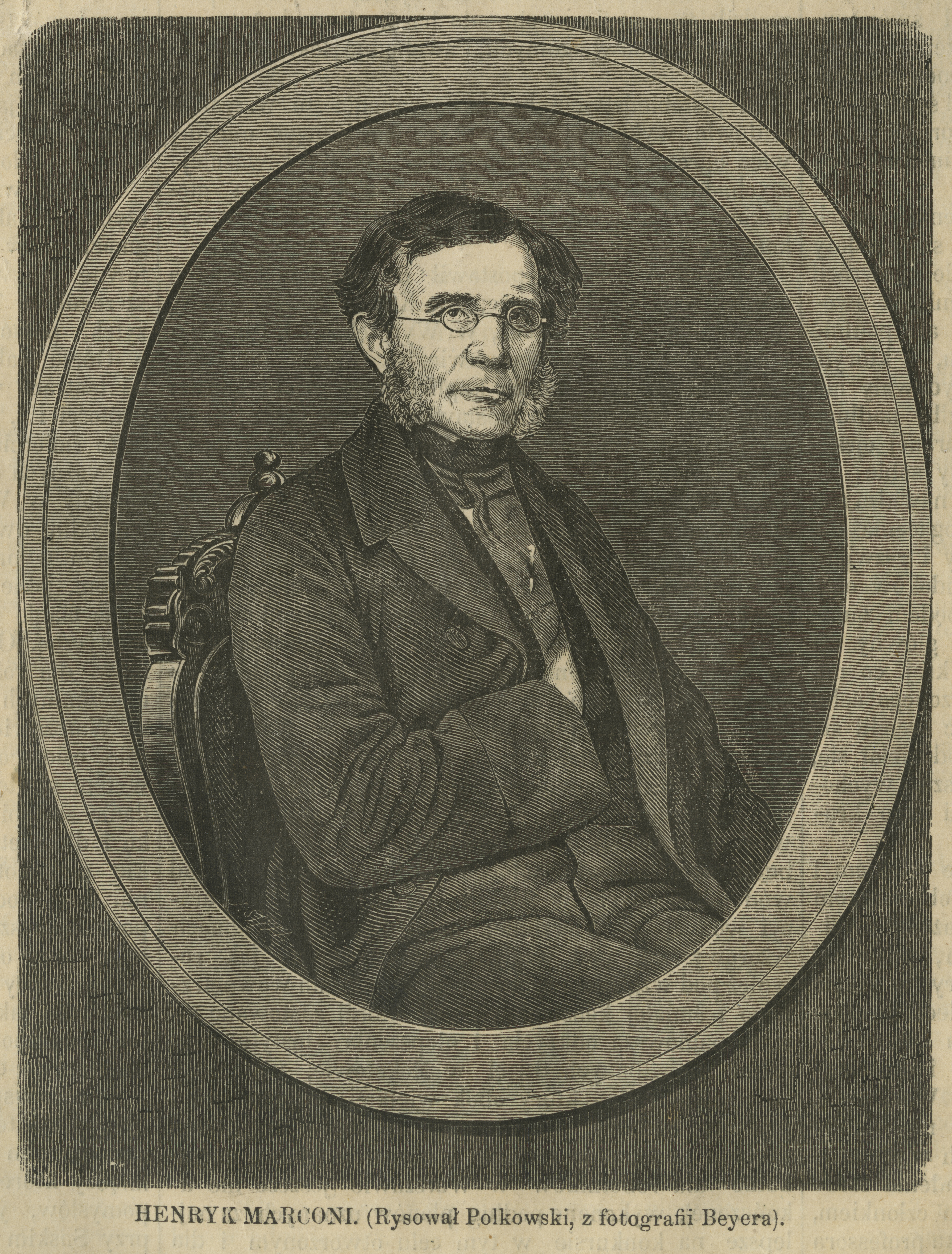
Enrico (Henryk) Marconi

Enrico Marconi, in Polen bekannt als Henryk Marconi (* 7. Januar 1792 in Rom; † 21. Februar 1863 in Warschau), war ein italienisch-polnischer Architekt, der die meiste Zeit seines Lebens in Kongresspolen verbrachte.
Anfänglich unterrichtet von seinem Vater Leandro, studierte er zwischen 1806 und 1810 an der Universität Bologna sowie an der Akademie der Bildenden Künste Bologna. Im Jahr 1822 wurde er von General Ludwik Michał Pac beauftragt, dessen Palast in Dowspuda zu vervollständigen. Er zog nach Warschau, wo er von 1827 an für den Staatsrat arbeitete und wo er Professor an der Akademie der Bildenden Künste wurde.
Enrico Marconi heiratete die Tochter des Gärtners von General Pac, Małgorzata (Margaret) Heiton, die einer schottischen Familie entstammte, die nach Polen übersiedelte. Zwei Söhne des Ehepaares, Leandro und Władysław Marconi, wurden ebenfalls Architekten. Der Sohn Karol Antoni Marconi war ein in Warschau wirkender Wandmaler.

## Arbeiten (Auswahl)
- Rathaus von Błonie
- Rathaus von Ciechanów
- Umbau des Potocki-Palastes in Jabłonna 1837
- Große Synagoge in Łomża (zerstört)
- Lubliner Zollhaus in Radom, 1840 (Entwurf)
- Allerheiligenkirche in Warschau
- Henryk-Palais, Warschau, 1850 (vermutlich)
- Hotel Europejski in Warschau
- Pac-Palast (Umbau, Erweiterungen)
- Wasserturm und Große Fontäne im Sächsischen Garten, Warschau; Mitte 19. Jahrhundert
- Annakirche in Wilanów
- Mausoleum von Stanisław Kostka Potocki in Wilanów